# Gegants de Sant Feliu de Pallerols
Els Gegants de Sant Feliu de Pallerols són els gegants del municipi gironí de Sant Feliu de Pallerols. Es tracta d'una parella de figures, que ja existia al darrer terç del segle xix, encara que no se'n coneix la data ni el nom del constructor. Aquesta parella tenia una estètica que seguia les modes de l'època i estava composta per una gegantessa i un gegant, que es vestien de manera apropiada per a cada ocasió. A principis del segle xx, es va construir una altra parella de gegants a Olot, que es va fer amb cartró i tenia una proporció més natural del cos. Aquesta parella ha sofert dues restauracions importants: la primera el 1926 i la segona el 1980. A mitjan dels anys 60, es van haver de canviar els vestits dels gegants perquè havien quedat molt malmesos en un incendi. La gegantessa mesura 3,07 m i pesa 50 kg, mentre que el gegant mesura 3,05 m i pesa 52 kg. Els gegants es poden desmuntar i són utilitzats en les celebracions de la Festa Major que se celebra al voltant de la diada de la Pasqua Granada, on fan quatre danses: el Ball Pla, la Matadegolla, el Contrapàs i la Sardana Curta.